# VVER

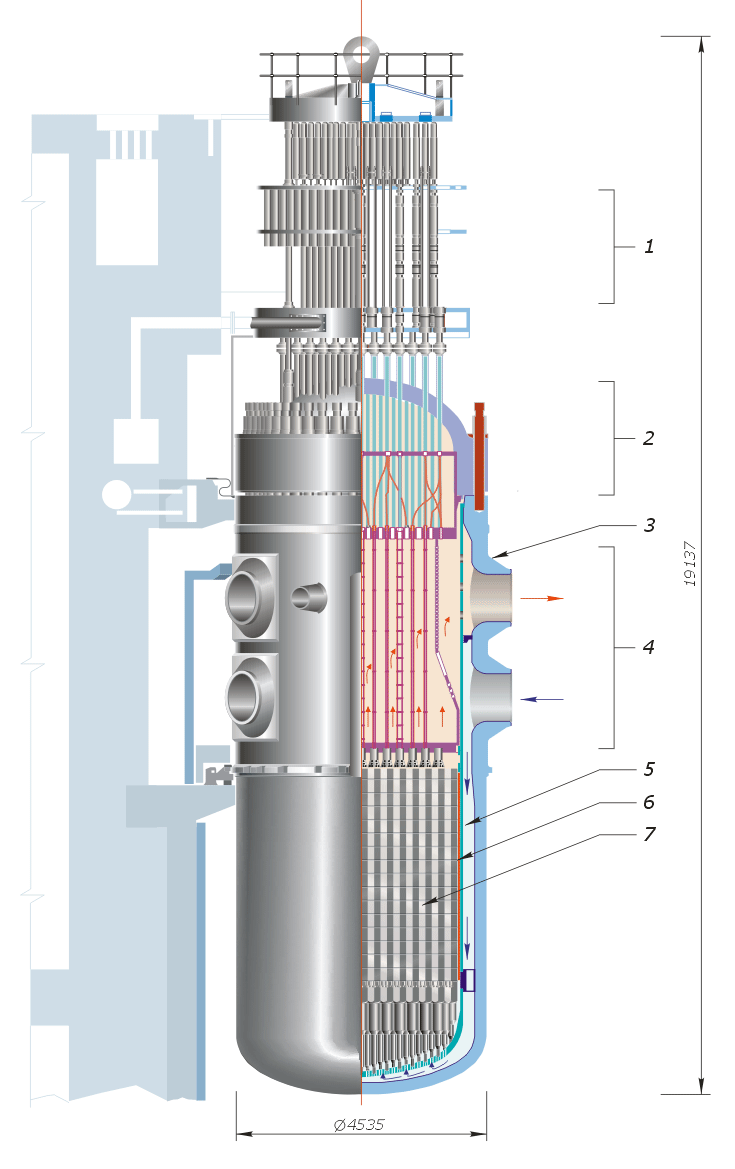
Esquema de un reactor VVER-1000:
1 - barras de control
2 - cubierta del reactor
3 - chasis del reactor
4 - tuberías de entrada y salida
5 - núcleo del reactor
6 - zona activa del reactor
7 - barras de combustible.

Las siglas VVER o WWER hacen referencia a un reactor nuclear de agua presurizada (PWR por sus siglas en inglés) desarrollados en la antigua Unión Soviética y la actual Rusia. VVER es la transcripción del acrónimo ruso ВВЭР (Водо-водяной энергетический реактор, Reactor Energético de Agua-Agua). Dicho nombre se deriva del hecho de que el agua funciona tanto como refrigerante como moderador de neutrones.
Los VVER han sido diseñados por el Instituto Kurchátov y el OKB Gidopress mientras que la construcción corre a cargo de Izhorsky Zavod y Аtomenergoproekt. De su exportación se encarga Atomstroyexport.
Los VVER tienen un coeficiente de vacío negativo que convierte al reactor en intrínsecamente seguro: en el caso de perder refrigerante el efecto moderador también disminuye, lo cual produce una disminución de potencia que compensa la pérdida de refrigerante.
El combustible, óxido de uranio (U2O), está ligeramente enriquecido (alrededor del 2,4 - 4,4% de U-235), compactado en pastillas y ensamblado en las barras de combustible. Estas barras de combustible se sumergen totalmente en agua la cual se mantiene bajo elevada presión de modo que no pueda hervir. Todo el reactor está ensamblado en una armazón a presión de acero macizo.
Existen VVER en funcionamiento o construcción en Armenia, Bulgaria, China, Eslovaquia, Finlandia, Hungría, India, Irán, la República Checa, Rusia y Ucrania.
Las armadas soviética y rusa adaptaron reactores PWR para sus submarinos y barcos de superficie, si bien no reciben de nombre "VVER".

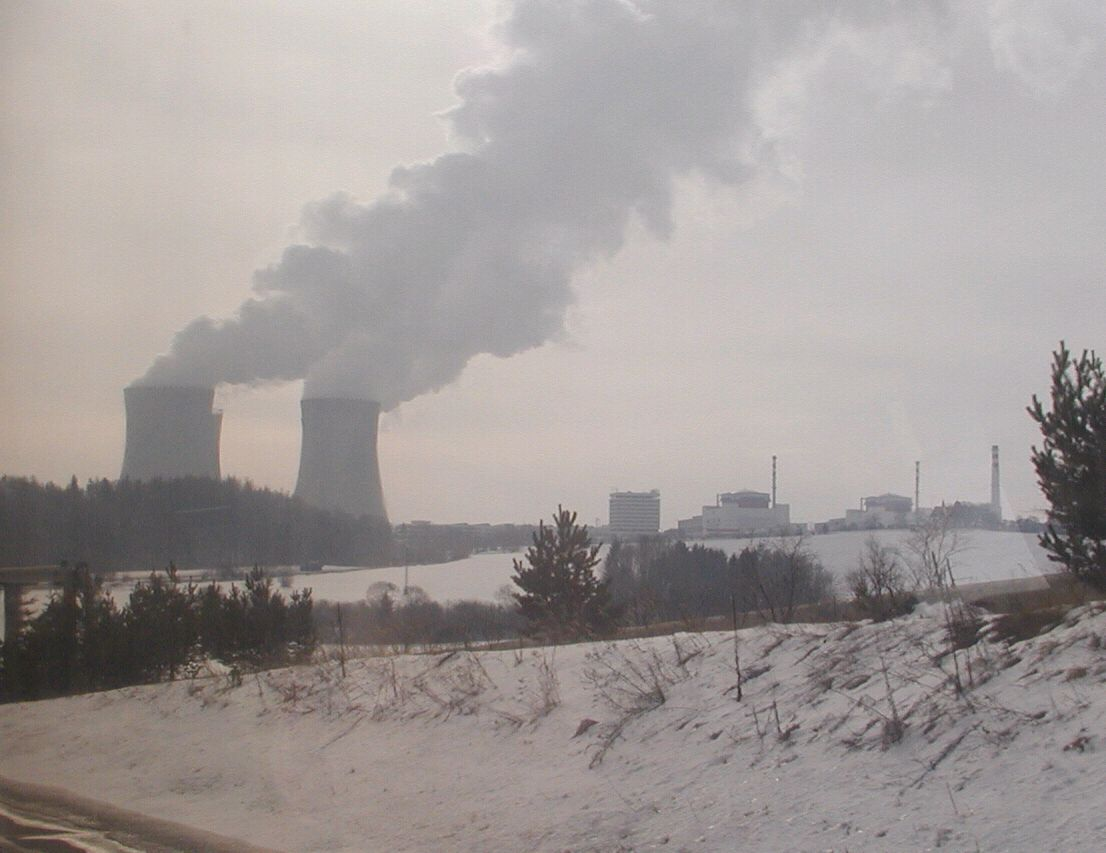
Vista general de la central nuclear de Temelin (República Checa), con 2 VVER-1000 V-320.

## Aspectos generales

### Control de la reacción
La intensidad de la reacción nuclear está controlada por barras de control que pueden ser introducidas en el reactor desde la parte superior. Estas barras están hechas de un material que absorbe los neutrones y, al introducirse, obstaculizan la reacción en cadena. En caso de emergencia se activa el SCRAM para que estas barras de control se inserten totalmente en el núcleo, deteniendo así la reacción.

### Refrigeración

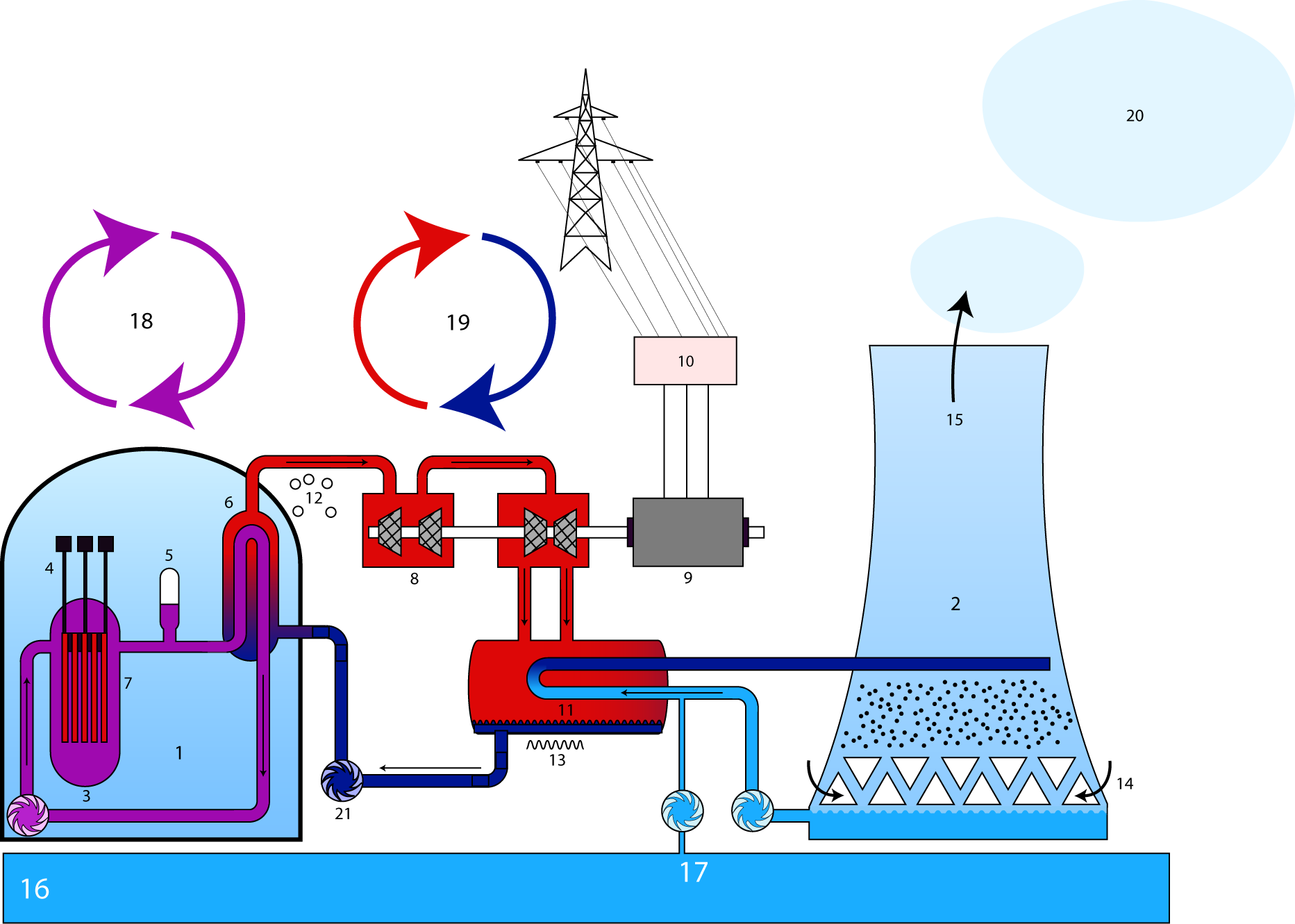
Esquema de un PWR:
1. Edificio del reactor
2. Torre de refrigeración
3. Reactor
4. Barras de control
5. Presionador
6. Generador de vapor
7. Combustible
8. Turbina
9. Generador
10. Transformador
11. Condensador
12. Vapor de agua (rojo)
13. Agua caliente (azul oscuro)
14. Aire
15. Aire (húmedo)
16. Río, lago o mar
17. Circuito de refrigeración
18. Circuito primario
19. Circuito secundario
20. Columnas de agua condensada

Los VVERs constan de tres circuitos de refrigeración: primario, secundario y terciario. Por seguridad, los componentes son redundantes.
- Circuito de enfriamiento primario: Como se ha indicado el agua en este circuito se mantiene a presión elevada para evitar que hierva. Debido a que esta agua se vuelve radiactiva no debe entrar en contacto con el exterior. En este circuito se pueden distinguir cuatro módulos diferentes:
  - Reactor: el agua fluye a través de las fundas de las barras de combustible, retirando el calor producido por la reacción nuclear en cadena.
  - Presionador: regula la presión del agua mediante calentamiento eléctrico y válvulas de purga.
  - Generador de vapor (o intercambiador de calor): a través de él, pero sin llegar a tocarse, el agua del circuito primario entra en contacto con la del circuito secundario, haciendo que hierva.
  - bomba: asegura la adecuada circulación de agua a través del circuito.
- Circuito de enfriamiento secundario y obtención de electricidad: Consta de agua no radiactiva y es cerrado.
  - Generador de vapor (o intercambiador de calor): el agua se lleva a la ebullición con el calor que se retira del circuito primario. Antes de la salida el agua restante es separada del vapor, de tal forma que éste sea seco.
  - Turbina: el vapor expandido mueve la turbina, la cual está conectada al generador eléctrico. La turbina está dividida en dos partes: de alta y de baja presión. Para evitar la condensación (las gotitas de agua a alta velocidad estropearían las palas de la turbina) el vapor se recalienta entre las secciones. Para incrementar la eficiencia del proceso, el vapor de la turbina es conducido recalentado antes del desaireador y del generador de vapor.
  - Condensador: el vapor es enfriado mediante aporte de agua fría del exterior, condensándose para devolverlo al estado líquido.
  - Desaireador: retira los gases del refrigerante.
  - Bomba: las bombas de circulación están movidas mediante pequeñas turbinas de vapor, dependientes de las mismas.
- Circuito de enfriamiento terciario: Se trata de un circuito abierto al exterior, del cual se toma agua para refrigerar el circuito secundario. El agua de este circuito proviene de un reservorio (lago, río, embalse o mar).
  - Condensador: su función es hacer que el vapor del circuito secundario se enfríe y transforme en agua líquida.
  - Bomba: una serie de bombas de agua aseguran el flujo del líquido.
  - Torres de refrigeración: para evitar que el agua vuelva demasiado caliente al medio natural se la deja enfriar en las torres de refrigeración, que emiten característicos penachos de vapor. Cada reactor VVER tiene dos torres de refrigeración, como es habitual en los diseños rusos.

### Seguridad

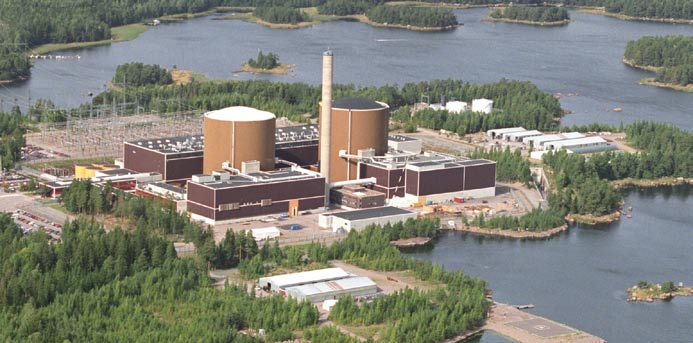
Los dos VVER-440 de Loviisa (Finlandia) son los únicos de su familia que cuentan con un edificio de contención que cumple con los estándares occidentales.

Al igual que los reactores de diseño occidental, los VVER siguen la estrategia de defensa en profundidad para evitar el escape de material radioactivo. Para ello están dotados de diversas barreras de seguridad:
- Pastillas de combustible: tanto el combustible nuclear como los residuos radiactivos generados están retenidos dentro de la estructura cristalina de las pastillas de combustible.
- Barras de combustible: las pastillas están colocadas en tubos de zircaloy, resistentes al calor y a la alta presión.
- Armazón del reactor: cierra herméticamente el conjunto de combustible.
- Muro de contención: construcción de hormigón que envuelve por completo el reactor y el primer circuito. No obstante se considera que en los modelos antiguos este no es suficientemente resistente como para resistir una gran explosión interna o defender al reactor de ataques exteriores como pudiera suponer el que un avión se estrellase sobre él.

Se suele comentar que los reactores rusos son más inseguros que los occidentales, no obstante más que de inferior calidad se trata más bien de que obedecen a criterios diferentes. A pesar de eso la cultura de seguridad fue muy inferior hasta el accidente de Chernobyl. Los VVER más modernos cumplen con los mismos requisitos de seguridad que los occidentales de hoy en día.

## Diferencias respecto los RBMK
El accidente de Chernóbyl produjo serias dudas sobre la seguridad de los RBMK, por lo que Rusia abandonó su construcción y se centró casi en exclusiva en los VVER, considerado un modelo más seguro principalmente por dos motivos:
- Los VVER cuentan con un edificio de contención (los RBMK no). El principal motivo de esto es debido a la gran altura de la vasija de los mismos (70 metros), esto hacía muy costoso hacer un edificio de contención en condiciones.
- Los VVER tienen un coeficiente de vacío negativo mientras que en los RBMK sucede lo contrario (eso convierte a los RBMK en inestables).

## Modelos de reactor
Existen varios modelos de reactores, cuya denominación se corresponde con la potencia generada.

### Características generales
| Características                            | VVER-70 | VVER-210 | VVER-365 | VVER-440 | VVER-1000 | VVER-1200 |
| ------------------------------------------ | ------- | -------- | -------- | -------- | --------- | --------- |
| Potencia térmica (MWT)                     | 265     | 760      | 1320     | 1375     | 3000      | 3300      |
| Potencia eléctrica bruta (MWe)             | 70      | 210      | 365      | 440      | 1000      | 1170      |
| Rendimiento (%)                            | 26,4    | 27,6     | 27,6     | 32,0     | 33,0      | 35,5      |
| Potencia eléctrica neta (MWe)              | 62      | 197      | 336      | 411      | 950       | 1085      |
| Presión del vapor en la turbina (atm)      |         | 29,0     | 29,0     | 44,0     | 60,0      | 69'1      |
| Presión en el circuito primario (atm)      |         | 100      | 105      | 125      | 160,0     | 165       |
| Temperatura del agua (°С):                 |         |          |          |          |           |           |
| al entrar en el reactor                    | 250     | 250      | 250      | 269      | 289       | 298       |
| al salir del reactor                       | 260     | 269      | 275      | 300      | 324       | 329       |
| Diámetro del núcleo (m)                    |         | 2,88     | 2,88     | 2,88     | 3,12      | 4,25      |
| Altura del núcleo (m)                      |         | 2,50     | 2,50     | 2,50     | 3,50      |           |
| Diámetro de las barras de combustible (mm) |         | 10,2     | 9,1      | 9,1      | 9,1       |           |
| Número de barras de combustible            | 22      | 90       | 126      | 126      | 312       | 163       |
| Carga de uranio (T)                        |         | 38       | 40       | 42       | 66        | 74        |
| Enriquecimiento del uranio (%)             |         | 2,0      | 3,0      | 3,5      | 3,3—4,4   |           |
| Máxima quema del combustible (MWT·día/kg)  |         | 13,0     | 27,0     | 28,6     | 40'0      | 70'0      |

### VVER-440
Primera versión comercial. Inicialmente pensado para generar 500 MWe se tuvo que disminuir su potencia a 440 MWe debido a la ausencia de turbinas convenientes. Cada reactor tiene dos turbinas K-220-44 de 220 MW cada una.
Existen básicamente dos versiones de los VVER-440, la primera es la V-230 mientras que la V-213 apareció posteriormente. V-179 son los dos prototipos de Novovoronezh. Los V-270 de Armenia son V-230 modificados para zonas de elevada sismicidad. Por su parte los V-318 de Cuba son modificaciones de la versión V-213.

#### V-230
Principales virtudes:
- Cada reactor tiene seis circuitos primarios de refrigeración (en contraposición con los diseños occidentales que suelen tener entre dos y cuatro).
- La cantidad de refrigerante es muy grande en comparación con el reactor, lo que confiere más seguridad.
- En caso de avería de un circuito de refrigeración es posible aislarlo y repararlo mientras el reactor continúa en marcha. Esto raramente se puede hacer en una central occidental.
- Capacidad de resistir en caso de pérdida de refrigerante y energía simultáneas.
- El generador de vapor es horizontal, lo que permite una mejor transferencia de calor.
- La radiación que absorben los trabajadores es inferior a muchas centrales occidentales.

Principales deficiencias:
- El muro de contención no es capaz de resistir una fuga masiva de vapor proveniente de los circuitos de refrigeración. En caso de ruptura de una de las tuberías mayores el vapor radiactivo escaparía a la atmósfera. Además, el edificio de contención es pequeño y no es completamente estanco.
- No existe un sistema de refrigeración de emergencia.
- Problemas de corrosión del núcleo del reactor debido a la escasa calidad de los materiales utilizados.
- Los sensores, controles, sistemas de seguridad, equipo antiincendios y protección de la sala de control son de calidad inferior a los diseños occidentales.
- Los materiales, proceso de construcción, operación y formación del personal están por debajo de los estándares occidentales.

#### V-213

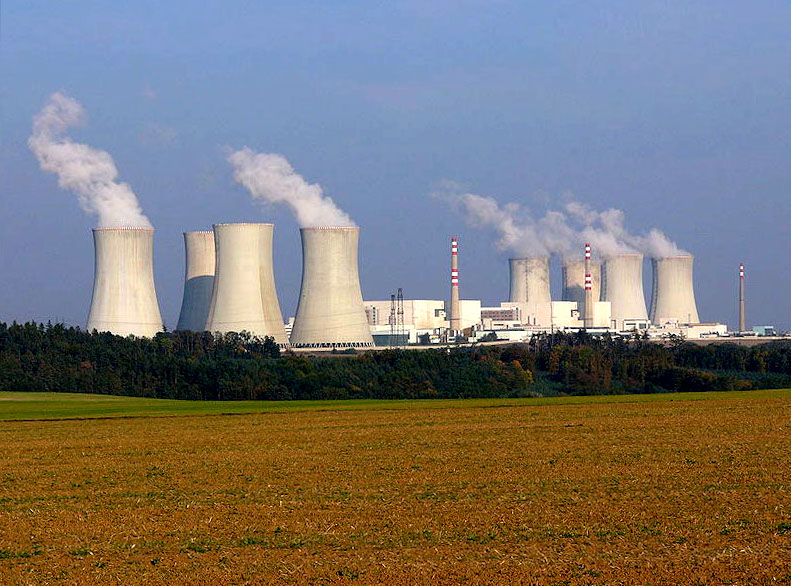
La central nuclear de Dukovany (República Checa), con 4 VVER-440 V-213.

Principales mejoras respecto al V-230:
- Adición de un sistema de refrigeración de emergencia y alimentación de agua auxiliar. Asimismo las bombas de refrigerante fueron mejoradas.
- El muro de contención está hecho de hormigón armado (en lugar del hormigón sin armadura de los V-230). Incorpora, además, una torre de condensación (estructura que en caso de fuga masiva de vapor, lo condensa para aliviar la presión en el interior).
- El núcleo del reactor está hecho de acero inoxidable.
- Estandarización de componentes.

Los VVER-440/V-213 seguían sin cumplir los estándares occidentales en los siguientes aspectos:
- Los sensores, controles, sistemas de seguridad, equipo antiincendios y protección de la sala de control siguen siendo de mala calidad.
- Pese a la estandarización aún existen diferencias significativas entre reactores.
- El muro de contención aún no tiene resistencia suficiente.
- Los materiales, proceso de construcción, operación y formación del personal siguen estando por debajo de necesario. En gran medida dependen de la decisión del gobierno o empresa que gestiona la planta, no del fabricante.

### VVER-1000

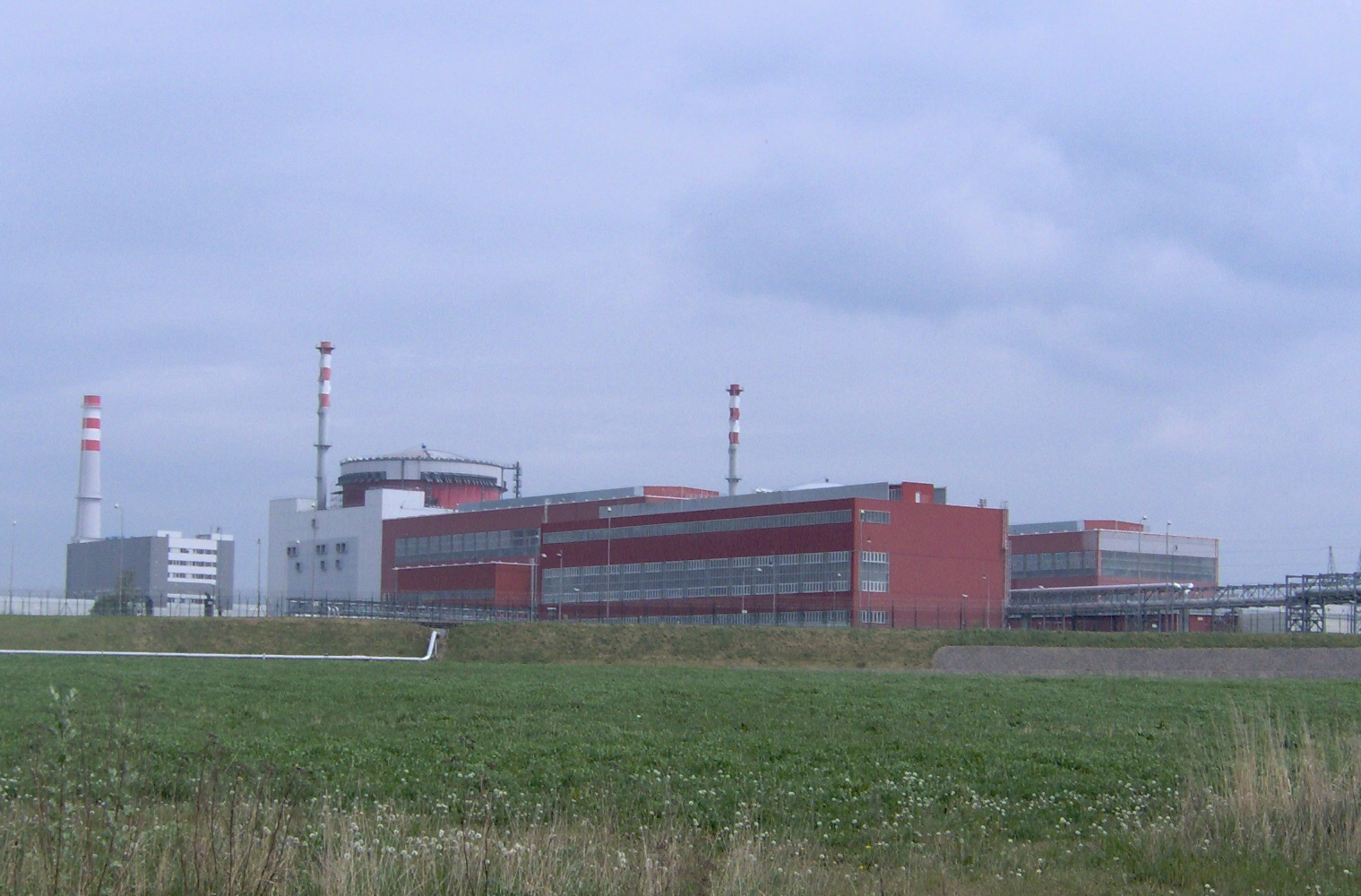
Edificios de los reactores de Temelin.

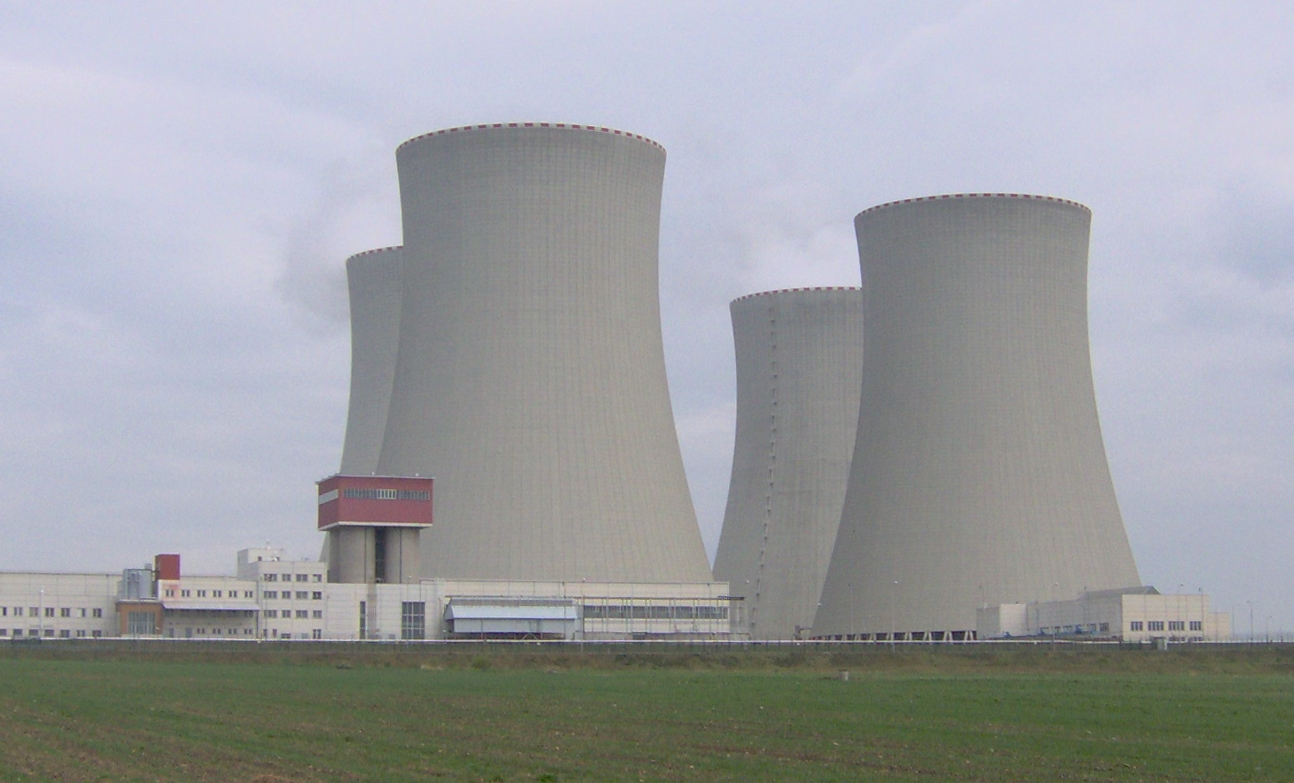
Torres de refrigeración de Temelin.

Segunda versión comercial. La principal novedad estriba en que incorpora un edificio de contención similar a las centrales de construcción occidental.
Las versiones más habituales son la V-320 y las AES-91 & AES-92.

#### V-320
Principales virtudes:
- Cuenta con un muro de contención de hormigón armado pretensado que cumple con los estándares occidentales.
- Las barras de combustible fueron rediseñadas para permitir que el refrigerante fluyera mejor.
- Mejoras en las barras de control.
- Mantiene bastantes de las virtudes del VVER-440, como:
  - Muchos circuitos de refrigeración (4).
  - La radiación que reciben los trabajadores es inferior a los diseños occidentales.
  - Generadores de vapor horizontales.

Principales defectos:
- Sigue contando con sensores e instrumentación insuficientes para los estándares occidentales. En muchos casos los sistemas estándar y los de emergencia se encuentran interconectados, de tal forma que un fallo de los primeros podría conllevar el de los segundos.
- El sistema antiincendios no se diferencia mucho de los VVER-440.
- Los controles de calidad son insuficientes para los estándares occidentales.
- La sala de control no está suficientemente protegida.
- No cuenta con centro de soporte técnico para emergencias, obligatorio en muchos países occidentales tras el accidente de la Isla de Tres Millas.
- Los procedimientos de operación y emergencia siguen siendo insuficientes para los estándares occidentales y siguen variando según cliente.

#### AES-91&92
Tras el accidente de Chernobyl se desarrollaron diversas versiones que incorporaban mejoras de seguridad. La primera fue la AES-88 (AES significa Central Nuclear), que no llegó a materializarse por considerarse no rentable. Posteriormente se diseñaron las versiones AES-91 y AES-92 (también conocidas como V-392), que tenían como objetivo cumplir los estándares occidentales. Ambas son similares, salvo por los siguientes hechos:
- El núcleo del reactor es algo más grande en la AES-91.
- Los sistemas de refrigeración y seguridad difieren notablemente, siendo superiores los de la AES-92. La AES-92 tiene un doble edificio de contención, cuenta con mecanismos de seguridad activos y el diseño se ha simplificado.
- La AES-91 cuenta con protección contra terremotos, en especial un dispositivo que evita que el núcleo se mueva incluso en terremotos de grado 8 en la escala MSK.

Posteriores evoluciones de la V-392, encargadas por India, China e Irán, dieron lugar (respectivamente) a las V-412, V-428 y V-466.

### VVER-1200

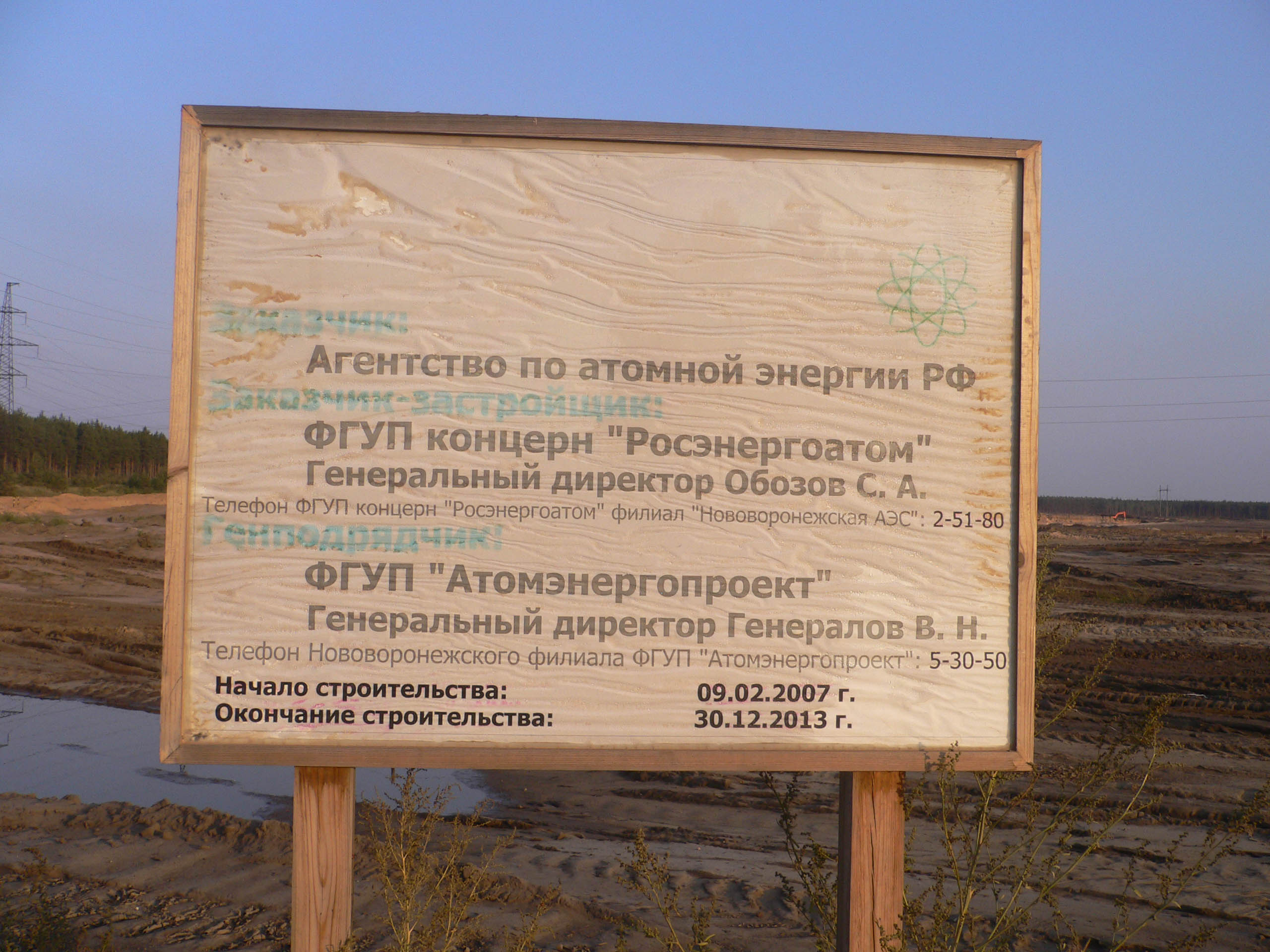
Lugar de construcción del primer VVER-1200, el de Novovoronezh-2-1.

Mejora del VVER-1000, con especial hincapié en la seguridad, pensado para la exportación. El núcleo del reactor es un poco más grande que el de su antecesor, lo que, permite, junto a una mayor eficiencia (en torno al 36%, frente al 31% de los VVER-1000), aumentar la producción eléctrica hasta los 1160 MW.
El VVER-1200 incorpora nuevas medidas de seguridad, como un doble muro de contención (el primero tiene 1'2 metros de espesor y el segundo 2'2 metros) que le permite resistir impactos de aviones de 20 toneladas que se muevan a 200 m/s. El reactor está también diseñado para soportar terremotos de hasta magnitud 8 en la escala MSK. La probabilidad de daños al reactor se estima en 10-6 por reactor y año. La vida operacional del reactor se ha aumentado hasta los 60 años (las versiones anteriores de los VVER se licenciaron inicialmente para 30) y se ha alargado también el tiempo necesario entre recargas de combustible. Se considera que el VVER-1200 pertenece a la III Generación + de reactores nucleares.
El coste de un VVER-1200 se estima en unos 2500 millones de dólares, si bien el fabricante confía en poder reducirlo hasta los 1400.
Existe una única versión de este reactor, la AES-2006 (V-491).

### Otros modelos

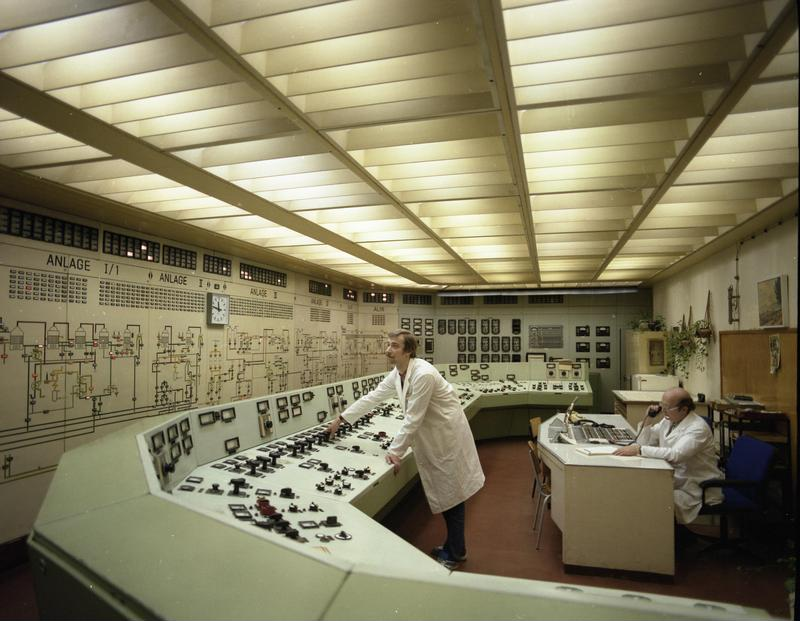
La sala de control del VVER-70 de Rheinsberg.

- VVER-70: Modelo experimental probado en la central de Rheinsberg (República Democrática Alemana), actualmente clausurado.
- VVER-210 & VVER-365: Fueron modelos experimentales ensayados en la central de Novovoronezh. El VVER-210 entró en servicio en 1964, siendo el primer VVER en hacerlo. En la actualidad ambos han sido clausurados. Tras ellos vinieron los modelos comerciales VVER-440 y VVER-1000.
- VVER-300: Desarrollado inicialmente para propulsión naval y también para equipar centrales nucleares flotantes. Tiene una vida útil estimada de 60 años y actualmente se pretende construir sólo en tierra firme. La primera unidad se planea construir en Kazajistán.
- VVER-640: Adaptación del VVER-1000 que se hizo tras el accidente de Chernobyl con mejoras de seguridad. Se inició la construcción de una unidad cerca de San Petersburgo, cancelada posteriormente por falta de fondos. Actualmente no está previsto que se construyan reactores de este tipo.
- VVER-1500 o VVER-1800: Modelo que iba a sustituir al VVER-1000. Fue descartado porque, al ser un modelo completamente nuevo, su desarrollo tenía un coste elevado. En su lugar se desarrolló el VVER-1200. Es posible, sin embargo, que este modelo termine construyéndose a largo plazo.

## Acceso a la Unión Europea
Los primeros VVERs que entraron en la Unión Europea fueron los de la República Democrática Alemana, cuando esta desapareció y quedó integrada dentro de la República Federal Alemana. El gobierno de la Alemania reunificada decidió cerrar todos los reactores existentes en la antigua R.D.A. En esta decisión tuvo gran importancia el escaso tiempo transcurrido desde el accidente de Chernobyl.
Finlandia fue el segundo país que entró en la Unión Europea con VVERs. En su caso, debido a que las medidas de seguridad eran en gran medida occidentales, no se pusieron trabas.
Más polémicos fueron los ingresos de Bulgaria, Eslovaquia, Hungría y República Checa. En su caso se decidió que se permitirían, tras recibir mejoras, los VVER-440/V-213 y los VVER-1000/V-320 pero que los VVER-440/V-230 tendrían que cerrarse. La decisión perjudicaba a Eslovaquia (que debía cerrar dos reactores que acababan de recibir importantes mejoras de seguridad) y, sobre todo, a Bulgaria, obligada a clausurar cuatro reactores y donde la medida recibió severas críticas.

## Lista de reactores
| Alemania        |                      |                          |                        |             |                         |                         | |
| Reactor         | Modelo               | Estado                   | Inicio construcción    | Cancelación | Inicio operación        | Clausura                | Observaciones |
| Greifswald-1    | VVER-440/V-230       | Clausurado               | 1970                   |             | 1974                    | 1990                    | Todos los VVER alemanes fueron construidos en la antigua R.D.A. y clausurados/cancelados tras la reunificación. |
| Greifswald-2    | VVER-440/V-230       | Clausurado               | 1970                   |             | 1975                    | 1990                    | |
| Greifswald-3    | VVER-440/V-230       | Clausurado               | 1973                   |             | 1978                    | 1990                    | |
| Greifswald-4    | VVER-440/V-230       | Clausurado               | 1972                   |             | 1979                    | 1990                    | |
| Greifswald-5    | VVER-440/V-213       | Clausurado               | 1976                   |             | 1989                    | 1989                    | |
| Greifswald-6    | VVER-440/V-213       | Cancelado                | 1976                   | 1989        |                         |                         | El reactor se llegó a construir pero nunca entró en operación. |
| Greifswald-7    | VVER-440/V-213       | Cancelado                | 1976                   | 1990        |                         |                         | |
| Greifswald-8    | VVER-440/V-213       | Cancelado                | 1978                   | 1990        |                         |                         | |
| Rheinsberg      | VVER-70              | Clausurado               | 1956                   |             | 1966                    | 1990                    | Único VVER-70.Cerrado por problemas de seguridadad. |
| Stendal-1       | VVER-1000/V-320      | Cancelado                | 1983                   | 1990        |                         |                         | El reactor estaba construido en un 85%. |
| Stendal-2       | VVER-1000/V-320      | Cancelado                | 1983                   | 1990        |                         |                         | El reactor estaba construido en un 15%. |
| Stendal-3       | VVER-1000/V-320      | Cancelado                |                        |             |                         |                         | No se llegó a iniciar la construcción. |
| Stendal-4       | VVER-1000/V-320      | Cancelado                |                        |             |                         |                         | No se llegó a iniciar la construcción. |
| Armenia         |                      |                          |                        |             |                         |                         | |
| Reactor         | Modelo               | Estado                   | Inicio construcción    | Cancelación | Inicio operación        | Clausura                | Observaciones |
| Armenia-1       | VVER-440/V-270       | Clausurado               | 1973                   |             | 1979                    | 1989                    | La central también recibe el nombre de "Metsamor". Cerrado tras el terremoto de Armenia. |
| Armenia-2       | VVER-440/V-270       | Operando                 | 1975                   |             | 1980                    | (2016)                  | Cerrado en 1989 tras el terremoto de Armenia, reabierto en 1995. |
| Armenia-3       | VVER-440/V-270       | Cancelado                |                        |             |                         |                         | No se llegó a iniciar la construcción. |
| Armenia-4       | VVER-440/V-270       | Cancelado                |                        |             |                         |                         | No se llegó a iniciar la construcción. |
| Bielorrusia     |                      |                          |                        |             |                         |                         | |
| Reactor         | Modelo               | Estado                   | Inicio construcción    | Cancelación | Inicio operación        | Clausura                | Observaciones |
| (Minsk-1)       | VVER-1000            | Cancelado                |                        | 1988        |                         |                         | La construcción estaba iniciada. |
| Astravets-1     | VVER-1200 (AES-2006) | Cargando combustible     | 8 de noviembre de 2013 |             | 2021                    |                         | |
| Astravets-2     | VVER-1200 (AES-2006) | En construcción          | 27 de abril de 2014    |             | 2022                    |                         | |
| Bulgaria        |                      |                          |                        |             |                         |                         | |
| Reactor         | Modelo               | Estado                   | Inicio construcción    | Cancelación | Inicio operación        | Clausura                | Observaciones |
| Belene-1        | VVER-1000/AES-92     | En construcción          | 1980                   |             | (2014)                  |                         | Cancelado en 1991 (V-320), construcción retomada en 2008. |
| Belene-2        | VVER-1000/AES-92     | Proyecto                 | 1987                   |             | (2014)                  |                         | Cancelado en 1991 (V-320). Se prevé que se reinicie la construcción en el 2010. |
| Kozloduy-1      | VVER-440/V-230       | Clausurado               | 1970                   |             | 1974                    | 2002                    | Clausurado como condición de entrada en la Unión Europea. |
| Kozloduy-2      | VVER-440/V-230       | Clausurado               | 1970                   |             | 1975                    | 2002                    | Clausurado como condición de entrada en la Unión Europea. |
| Kozloduy-3      | VVER-440/V-230       | Clausurado               | 1973                   |             | 1980                    | 2006                    | Clausurado como condición de entrada en la Unión Europea. |
| Kozloduy-4      | VVER-440/V-230       | Clausurado               | 1973                   |             | 1982                    | 2006                    | Clausurado como condición de entrada en la Unión Europea. |
| Kozloduy-5      | VVER-1000/V-320      | Operando                 | 1980                   |             | 1987                    |                         | |
| Kozloduy-6      | VVER-1000/V-320      | Operando                 | 1982                   |             | 1991                    |                         | |
| China           |                      |                          |                        |             |                         |                         | |
| Reactor         | Modelo               | Estado                   | Inicio construcción    | Cancelación | Inicio operación        | Clausura                | Observaciones |
| Tianwan-1       | VVER-1000/AES-91     | Operando                 | 1999                   |             | 2006                    |                         | |
| Tianwan-2       | VVER-1000/AES-91     | Operando                 | 2000                   |             | 2007                    |                         | |
| Tianwan-2-1     | VVER-1000/AES-91     | Proyecto                 | (2009)                 |             |                         |                         | |
| Tianwan-2-2     | VVER-1000/AES-91     | Proyecto                 | (2009)                 |             |                         |                         | |
| Tianwan-3-1     | VVER-1000/AES-91     | Proyecto                 |                        |             |                         |                         | |
| Tianwan-3-2     | VVER-1000/AES-91     | Proyecto                 |                        |             |                         |                         | |
| Tianwan-3-3     | VVER-1000/AES-91     | Proyecto                 |                        |             |                         |                         | |
| Tianwan-3-4     | VVER-1000/AES-91     | Proyecto                 |                        |             |                         |                         | |
| Cuba            |                      |                          |                        |             |                         |                         | |
| Reactor         | Modelo               | Estado                   | Inicio construcción    | Cancelación | Inicio operación        | Clausura                | Observaciones |
| Juraguá-1       | VVER-440/V-318       | Cancelado                | 1983                   | 1992        |                         |                         | El reactor estaba completado en un 75%. |
| Juraguá-2       | VVER-440/V-318       | Cancelado                | 1985                   | 1992        |                         |                         | |
| Juraguá-3       | VVER-440/V-318       | Cancelado                |                        | 1992        |                         |                         | No se llegó a iniciar la construcción. |
| Juraguá-4       | VVER-440/V-318       | Cancelado                |                        | 1992        |                         |                         | No se llegó a iniciar la construcción. |
| Eslovaquia      |                      |                          |                        |             |                         |                         | |
| Reactor         | Modelo               | Estado                   | Inicio construcción    | Cancelación | Inicio operación        | Clausura                | Observaciones |
| Bohunice-V2-1   | VVER-440/V-230       | Clausurado               | 1972                   |             | 1978                    | 2006                    | Clausurado como condición de entrada en la Unión Europea. |
| Bohunice-V2-2   | VVER-440/V-230       | Clausurado               | 1972                   |             | 1980                    | 2008                    | Clausurado como condición de entrada en la Unión Europea. |
| Bohunice-V2-3   | VVER-440/V-213       | Operando                 | 1976                   |             | 1984                    | (2025)                  | |
| Bohunice-V2-4   | VVER-440/V-213       | Operando                 | 1976                   |             | 1985                    | (2025)                  | |
| Mochovce-1      | VVER-440/V-213       | Operando                 | 1983                   |             | 1998                    |                         | |
| Mochovce-2      | VVER-440/V-213       | Operando                 | 1983                   |             | 1999                    |                         | |
| Mochovce-3      | VVER-440/V-213       | En construcción          | 1986                   |             | (2012)                  |                         | Construcción detenida en los años 90, retomada en 2008. El edificio de contención cumplirá con los estándares occidentales. |
| Mochovce-4      | VVER-440/V-213       | En construcción          | 1986                   |             | (2013)                  |                         | Construcción detenida en los años 90, retomada en 2008. El edificio de contención cumplirá con los estándares occidentales. |
| Finlandia       |                      |                          |                        |             |                         |                         | |
| Reactor         | Modelo               | Estado                   | Inicio construcción    | Cancelación | Inicio operación        | Clausura                | Observaciones |
| Loviisa-1       | VVER-440/V-213       | Operando                 | 1971                   |             | 1977                    | (2027)                  | La sala de control y el edificio de contención son de construcción occidental. |
| Loviisa-2       | VVER-440/V-213       | Operando                 | 1972                   |             | 1980                    | (2030)                  | La sala de control y el edificio de contención son de construcción occidental. |
| Hungría         |                      |                          |                        |             |                         |                         | |
| Reactor         | Modelo               | Estado                   | Inicio construcción    | Cancelación | Inicio operación        | Clausura                | Observaciones |
| Paks-1          | VVER-440/V-213       | Operando                 | 1968                   |             | 1982                    |                         | Construcción iniciada en 1968 como V-230, suspendida en 1970. Retomada en 1974 como V-213. |
| Paks-2          | VVER-440/V-213       | Operando                 | 1968                   |             | 1984                    |                         | Construcción iniciada en 1968 como V-230, suspendida en 1970. Retomada en 1974 como V-213. |
| Paks-3          | VVER-440/V-213       | Operando                 | 1979                   |             | 1986                    |                         | |
| Paks-4          | VVER-440/V-213       | Operando                 | 1979                   |             | 1987                    |                         | |
| Paks-5          | VVER-1000/V-320      | Cancelado                |                        | 1989        |                         |                         | |
| Paks-6          | VVER-1000/V-320      | Cancelado                |                        | 1989        |                         |                         | |
| India           |                      |                          |                        |             |                         |                         | |
| Reactor         | Modelo               | Estado                   | Inicio construcción    | Cancelación | Inicio operación        | Clausura                | Observaciones |
| Kundamkulam-1   | VVER-1000/V-392      | En pruebas de criticidad | 2002                   |             | (2009)                  |                         | |
| Kundamkulam-2   | VVER-1000/V-392      | En pruebas de criticidad | 2002                   |             | (2010)                  |                         | |
| Kundamkulam-3   | En Construcción      | 2011                     |                        | 2018        |                         |                         | |
| Kundamkulam-4   | En Construcción      | 2015                     |                        | 2020        |                         |                         | |
| Kundamkulam-5   | Por determinar       | Proyecto                 |                        |             |                         |                         | |
| Kundamkulam-6   | Por determinar       | Proyecto                 |                        |             |                         |                         | |
| Irán            |                      |                          |                        |             |                         |                         | |
| Reactor         | Modelo               | Estado                   | Inicio construcción    | Cancelación | Inicio operación        | Clausura                | Observaciones |
| Bushehr-1       | VVER-1000/V-446      | En operación             | 1975                   |             | 2011                    |                         | Reactor construido inicialmente por Siemens, cancelado en 1979. Construcción reiniciada en el año 1997 por la firma rusa Rosatom, concluida en el 2005, el reactor fue reconvertido a una unidad del modelo VVER-1000. La central fue conectada a la red eléctrica iraní en el año 2011, lo que causó airadas reacciones internacionales. |
| Bushehr-2       | VVER-1000/V-446      | En Construcción.         | 2011                   |             | 2018-2019               |                         | Pese a las severas sanciones occidentales, el proyecto se prevé sea concluido en el año 2018. |
| Bushehr-3       | VVER-1000/V-446      | Proyecto                 | (2012)                 |             |                         |                         | |
| Bushehr-4       | VVER-1000/V-446      | Cancelado                |                        |             |                         |                         | |
| Kazajistán      |                      |                          |                        |             |                         |                         | |
| Reactor         | Modelo               | Estado                   | Inicio construcción    | Cancelación | Inicio operación        | Clausura                | Observaciones |
|                 | VVER-300             | Proyecto                 | (2011)                 |             | (2016)                  |                         | Se pretende construir en la provincia de Mangystau. |
|                 | VVER-300             | Proyecto                 | (2012)                 |             | (2017)                  |                         | Se pretende construir en la provincia de Mangystau. |
|                 | VVER-600             | Proyecto                 |                        |             |                         |                         | El estudio de viabilidad se presentará en 2009. Se pretende construir a orillas del Mar Caspio o del Lago Baljash. |
|                 | VVER-600             | Proyecto                 |                        |             |                         |                         | El estudio de viabilidad se presentará en 2009. Se pretende construir a orillas del Mar Caspio o del Lago Baljash. |
| Marruecos       |                      |                          |                        |             |                         |                         | |
| Reactor         | Modelo               | Estado                   | Inicio construcción    | Cancelación | Inicio operación        | Clausura                | Observaciones |
| Sidi Boulbra-1  | Por determinar       | Proyecto                 |                        |             | (2016-7)                |                         | |
| Polonia         |                      |                          |                        |             |                         |                         | |
| Reactor         | Modelo               | Estado                   | Inicio construcción    | Cancelación | Inicio operación        | Clausura                | Observaciones |
| Żarnowiec-1     | VVER-440             | Cancelado                | 1982                   | 1989        |                         |                         | Algunos equipos de Żarnowiec 1&2 acabaron vendiéndose a las centrales de Loviisa y Paks |
| Żarnowiec-2     | VVER-440             | Cancelado                |                        | 1989        |                         |                         | |
| Żarnowiec-3     | VVER-440             | Cancelado                |                        | 1989        |                         |                         | No se llegó a iniciar la construcción |
| Żarnowiec-4     | VVER-440             | Cancelado                |                        | 1989        |                         |                         | No se llegó a iniciar la construcción |
| Warta           |                      | Cancelado                |                        |             |                         |                         | No se llegó a iniciar la construcción. Número de reactores indefinido. |
| República Checa |                      |                          |                        |             |                         |                         | |
| Reactor         | Modelo               | Estado                   | Inicio construcción    | Cancelación | Inicio operación        | Clausura                | Observaciones |
| Dukovany-1      | VVER-440/V-213       | Operando                 | 1978                   |             | 1985                    |                         | La mayor parte de los componentes de las centrales checas son de manufactura nacional. |
| Dukovany-2      | VVER-440/V-213       | Operando                 | 1978                   |             | 1986                    |                         | |
| Dukovany-3      | VVER-440/V-213       | Operando                 | 1978                   |             | 1986                    |                         | |
| Dukovany-4      | VVER-440/V-213       | Operando                 | 1978                   |             | 1987                    |                         | |
| Temelin-1       | VVER-1000/V-320      | Operando                 | 1982                   |             | 2000                    |                         | La construcción de Temelin quedó suspendida unos años. Temelin 1&2 incorporan sistemas de seguridad occidentales provistos por Westinghouse. |
| Temelin-2       | VVER-1000/V-320      | Operando                 | 1982                   |             | 2002                    |                         | |
| Temelin-3       | VVER-1000/V-320      | Cancelado                |                        | 1990        |                         |                         | Está de nuevo en proyecto construir Temelin 3&4. Entre los candidatos están los VVER-1000 AES-92. |
| Temelin-4       | VVER-1000/V-320      | Cancelado                |                        | 1990        |                         |                         | |
| Rusia           |                      |                          |                        |             |                         |                         | |
| Reactor         | Modelo               | Estado                   | Inicio construcción    | Cancelación | Inicio operación        | Clausura                | Observaciones |
| Balakovo-1      | VVER-1000/V-320      | Operando                 | 1980                   |             | 1985                    | (2015)                  | |
| Balakovo-2      | VVER-1000/V-320      | Operando                 | 1981                   |             | 1987                    | (2017)                  | |
| Balakovo-3      | VVER-1000/V-320      | Operando                 | 1982                   |             | 1988                    | (2018)                  | |
| Balakovo-4      | VVER-1000/V-320      | Operando                 | 1984                   |             | 1993                    | (2023)                  | |
| Balakovo-5      |                      | Cancelado                |                        | 2006        |                         |                         | |
| Balakovo-6      |                      | Cancelado                |                        | 2006        |                         |                         | |
| Kalinin-1       | VVER-1000/V-338      | Operando                 | 1977                   |             | 1984                    | (2014)                  | |
| Kalinin-2       | VVER-1000/V-338      | Operando                 | 1982                   |             | 1986                    | (2016)                  | |
| Kalinin-3       | VVER-1000/V-320      | Operando                 | 1985                   |             | 2004                    | (2034)                  | |
| Kalinin-4       | VVER-1000/V-320      | En construcción          | 1986                   |             | (2011)                  |                         | Construcción detenida unos años, retomada el 2007. |
| Kaliningrado-1  | VVER-1200/AES-2006   | Proyecto                 | (2010)                 |             | (2015)                  |                         | La central también recibe el nombre de "Báltica". |
| Kaliningrado-2  | VVER-1200/AES-2006   | Proyecto                 |                        |             | (2016)                  |                         | |
| Kola-1          | VVER-440/V-230       | Operando                 | 1970                   |             | 1973                    | (2018)                  | |
| Kola-2          | VVER-440/V-230       | Operando                 | 1970                   |             | 1974                    | (2019)                  | |
| Kola-3          | VVER-440/V-213       | Operando                 | 1977                   |             | 1981                    | (2011)                  | Probablemente reciba licencia para 15 años más. |
| Kola-4          | VVER-440/V-213       | Operando                 | 1976                   |             | 1984                    | (2014)                  | Probablemente reciba licencia para 15 años más. |
| Kola-2-1        | VVER-300             | Proyecto                 |                        |             | (2017)                  |                         | La central de Kola-2 sustituirá a la central de Kola. |
| Kola-2-2        | VVER-300             | Proyecto                 |                        |             | (2017)                  |                         | |
| Kola-2-3        | VVER-300             | Proyecto                 |                        |             | (2019)                  |                         | |
| Kola-2-4        | VVER-300             | Proyecto                 |                        |             | (2019)                  |                         | |
| Leningrado-2-1  | VVER-640/V-407       | Cancelado                |                        | 1990        |                         |                         | Único VVER-640, la construcción llegó a iniciarse. |
| Leningrado-2-1  | VVER-1200/AES-2006   | En construcción          | 2008                   |             | (2013)                  |                         | Está previsto que la central de Leningrado-2 sustituya a la de Leningrado, que cuenta exclusivamente con reactores del modelo RBMK. |
| Leningrado-2-2  | VVER-1200/AES-2006   | Proyecto                 | (2010)                 |             | (2014)                  |                         | |
| Leningrado-2-3  | VVER-1200/AES-2006   | Proyecto                 |                        |             | (2015)                  |                         | |
| Leningrado-2-4  | VVER-1200/AES-2006   | Proyecto                 |                        |             | (2016)                  |                         | |
| Nizhegorod-1    | VVER-1200/AES-2006   | Proyecto                 |                        |             | (2016)                  |                         | |
| Nizhegorod-2    | VVER-1200/AES-2006   | Proyecto                 |                        |             | (2018)                  |                         | |
| Nizhegorod-3    | VVER-1200/AES-2006   | Proyecto                 |                        |             | (2019)                  |                         | |
| Nizhegorod-4    | VVER-1200/AES-2006   | Proyecto                 |                        |             | (2020)                  |                         | |
| Novovoronezh-1  | VVER-210             | Clausurado               | 1957                   |             | 1964                    | 1988                    | Primera y única equipada con el modelo VVER-210. Todos los reactores de Novovoronezh son prototipos. |
| Novovoronezh-2  | VVER-365             | Clausurado               | 1964                   |             | 1969                    | 1990                    | Único VVER-365. |
| Novovoronezh-3  | VVER-440/V-179       | Clausurado               | 1967                   |             | 1971                    | 25 de diciembre de 2016 | Primer VVER-440. |
| Novovoronezh-4  | VVER-440/V-179       | Operando                 | 1967                   |             | 28 de diciembre de 1972 | (2017)                  | Potencia Instalada: 417 MWe. |
| Novovoronezh-5  | VVER-1000/V-187      | Operando                 | 1974                   |             | 31 de mayo de 1980      | (2010)                  | Primer VVER-1000. Potencia Instalada: 1000 MWe. |
| Novovoronezh-6  | VVER-1200/AES-2006   | Operando                 | 2008                   |             | 5 de agosto de 2016     |                         | Primer VVER-1200. Potencia Instalada: 1180 MWe. |
| Novovoronezh-7  | VVER-1200/AES-2006   | Operando                 | 2009                   |             | 1 de mayo de 2019       |                         | Potencia Instalada: 1150 MWe. |
| Novovoronezh-8  | VVER-1200/AES-2006   | Proyecto                 |                        |             | (2017)                  |                         | |
| Novovoronezh-9  | VVER-1200/AES-2006   | Proyecto                 |                        |             | (2019)                  |                         | |
| Primorsk-1      | VVER-300             | Proyecto                 |                        |             | (2020)                  |                         | |
| Primorsk-2      | VVER-300             | Proyecto                 |                        |             | (2020)                  |                         | |
| Seversk-1       | VVER-1200/AES-2006   | Proyecto                 | (2010)                 |             | (2015)                  |                         | |
| Seversk-2       | VVER-1200/AES-2006   | Proyecto                 |                        |             | (2017)                  |                         | |
| Sur Ural-1      | VVER-1200/AES-2006   | Proyecto                 |                        |             | (2016)                  |                         | |
| Sur Ural-2      | VVER-1200/AES-2006   | Proyecto                 |                        |             | (2018)                  |                         | |
| Sur Ural-3      | VVER-1200/AES-2006   | Proyecto                 |                        |             | (2019)                  |                         | |
| Sur Ural-4      | VVER-1200/AES-2006   | Proyecto                 |                        |             | (2020)                  |                         | |
| Tsentral-1      | VVER-1200/AES-2006   | Proyecto                 |                        |             | (2017)                  |                         | |
| Tsentral-2      | VVER-1200/AES-2006   | Proyecto                 |                        |             | (2019)                  |                         | |
| Tsentral-3      | VVER-1200/AES-2006   | Proyecto                 |                        |             | (2019)                  |                         | |
| Tsentral-4      | VVER-1200/AES-2006   | Proyecto                 |                        |             | (2020)                  |                         | |
| Tver-1          | VVER-1200/AES-2006   | Proyecto                 |                        |             | (2015)                  |                         | |
| Tver-2          | VVER-1200/AES-2006   | Proyecto                 |                        |             | (2017)                  |                         | |
| Tver-3          | VVER-1200/AES-2006   | Proyecto                 |                        |             | (2019)                  |                         | |
| Tver-4          | VVER-1200/AES-2006   | Proyecto                 |                        |             | (2020)                  |                         | |
| Volgodonsk-1    | VVER-1000/V-320      | Operando                 | 1981                   |             | 2001                    | (2030)                  | La central también recibe el nombre de "Rostov". |
| Volgodonsk-2    | VVER-1000/V-320      | En construcción          | 1983                   |             | (2009)                  |                         | Construcción detenida unos años, retomada el 2007. |
| Volgodonsk-3    | VVER-1200/AES-2006   | Proyecto                 | (2009)                 |             | (2013)                  |                         | |
| Volgodonsk-4    | VVER-1200/AES-2006   | Proyecto                 |                        |             | (2014)                  |                         | |
| Turquía         |                      |                          |                        |             |                         |                         | |
| Reactor         | Modelo               | Estado                   | Inicio construcción    | Cancelación | Inicio operación        | Clausura                | Observaciones |
| Akkuyu-1        | VVER-1200/AES-2006   | Proyecto                 |                        |             |                         |                         | |
| Akkuyu-2        | VVER-1200/AES-2006   | Proyecto                 |                        |             |                         |                         | |
| Akkuyu-3        | VVER-1200/AES-2006   | Proyecto                 |                        |             |                         |                         | |
| Akkuyu-4        | VVER-1200/AES-2006   | Proyecto                 |                        |             |                         |                         | |
| Ucrania         |                      |                          |                        |             |                         |                         | |
| Reactor         | Modelo               | Estado                   | Inicio construcción    | Cancelación | Inicio operación        | Clausura                | Observaciones |
| Khmelnitski-1   | VVER-1000/V-320      | Operando                 | 1981                   |             | 1987                    | (2032)                  | |
| Khmelnitski-2   | VVER-1000/V-320      | Operando                 | 1985                   |             | 2004                    | (2050)                  | |
| Khmelnitski-3   | VVER-1000/V-392      | Proyecto                 | 1986                   |             | (2016)                  |                         | Inicialmente construido como V-320, cancelado en 1990 cuando estaba completado en un 75%. Se prevé que su construcción se reinicie en 2012 como V-392. |
| Khmelnitski-4   | VVER-1000/V-392      | Proyecto                 | 1987                   |             | (2017)                  |                         | Inicialmente construido como V-320, cancelado en 1990 cuando estaba completado en un 28%. Se prevé que su construcción se reinicie en 2011 como V392. |
| Rovno-1         | VVER-440/V-213       | Operando                 | 1973                   |             | 1980                    | (2026)                  | |
| Rovno-2         | VVER-440/V-213       | Operando                 | 1973                   |             | 1981                    | (2027)                  | |
| Rovno-3         | VVER-1000/V-320      | Operando                 | 1980                   |             | 1986                    | (2032)                  | |
| Rovno-4         | VVER-1000/V-320      | Operando                 | 1986                   |             | 2004                    | (2050)                  | Construcción detenida en 1990. |
| Rovno-5         | VVER-1000/V-320      | Cancelado                |                        | 1990        |                         |                         | Las obras del reactor estaban terminadas hasta un 75%. |
| Rovno-6         | VVER-1000/V-320      | Cancelado                |                        |             |                         |                         | |
| Sur Ucrania-1   | VVER-1000/V-302      | Operando                 | 1977                   |             | 1983                    | (2027)                  | |
| Sur Ucrania-2   | VVER-1000/V-338      | Operando                 | 1979                   |             | 1985                    | (2030)                  | |
| Sur Ucrania-3   | VVER-1000/V-320      | Operando                 | 1985                   |             | 1989                    | (2034)                  | |
| Sur Ucrania-4   | VVER-1000/V-320      | Cancelado                | 1987                   | 1989        |                         |                         | |
| Zaporozhe-1     | VVER-1000/V-320      | Operando                 | 1980                   |             | 1984                    | (2030)                  | Es hasta ahora la mayor central nuclear de Europa y la tercera a nivel mundial. |
| Zaporozhe-2     | VVER-1000/V-320      | Operando                 | 1981                   |             | 1985                    | (2031)                  | |
| Zaporozhe-3     | VVER-1000/V-320      | Operando                 | 1982                   |             | 1986                    | (2032)                  | |
| Zaporozhe-4     | VVER-1000/V-320      | Operando                 | 1983                   |             | 1987                    | (2033)                  | |
| Zaporozhe-5     | VVER-1000/V-320      | Operando                 | 1985                   |             | 1989                    | (2034)                  | |
| Zaporozhe-6     | VVER-1000/V-320      | Operando                 | 1986                   |             | 2005                    | (2041)                  | Construcción interrumpida en 1990. |